# Riigikogu (1919–1934)
Der Riigikogu (dt.: Reichstag) war zwischen 1919 und 1934 das Parlament der Republik Estland.

## Vorgeschichte
Nach der Februarrevolution in Russland wurde im Frühjahr 1917 der estnische Landtag (Maapäev) frei gewählt. Dieser erklärte sich am 28. November 1917 als Antwort auf die Oktoberrevolution zur höchsten Instanz des Landes, wurde aber von den Bolschewisten kurz darauf aufgelöst.
Nach dem Zusammenbruch des Zarenreiches bildete sich im Gouvernement Estland am 24. Februar 1918 die Provisorische Regierung. Allerdings blieb Estland bis November 1918 von deutschen Truppen besetzt. Nach der Kapitulation des Deutschen Reiches wurden diese Truppen abgezogen und es kam zum Freiheitskrieg der Esten gegen Sowjetrussland. Dieser endete mit der Niederlage der Roten Armee und dem Frieden von Dorpat im Februar 1920, in welchem die Sowjetunion die Unabhängigkeit Estlands anerkannte.
Vom 5. bis 7. April 1919 fanden die Wahlen zur verfassungsgebenden Versammlung der Republik Estland (Asutav Kogu) statt.
Die von der Asutav Kogu verabschiedete Estnische Verfassung von 1920 regelte in den §§ 35–56 die Arbeit des künftigen Parlamentes, des Riigikogu (wörtlich „Staatsversammlung“), mit Sitz in Tallinn.

## Wahlrecht
Der Riigikogu bestand aus 100 Mitgliedern, die in 10 Wahlkreisen gewählt wurden. Es galt das Wahlgesetz vom 2. Juni 1920, welches mit dem Wahlgesetz vom 18. Februar 1926 neu gefasst wurde. Wählbar waren Männer und Frauen mit einem Mindestalter von 20 Jahren.
Die Wahlkreise richteten sich mit wenigen Ausnahmen nach den damaligen Landkreisen:
1. Die Hauptstadt Tallinn
2. Kreis Harju
3. Kreis Lääne
4. Kreis Pärnu
5. Saaremaa
6. Kreis Järva
7. Kreis Tartu
8. Kreis Viru
9. Kreis Viljandi
10. Die Kreise Võru, Valga und Petseri als zusammengelegter Wahlbezirk

## Legislaturperioden
Das Parlament bestand insgesamt fünf Legislaturperioden lang:
1. Riigikogu, gewählt vom 19.–27. November 1920 (4. Januar 1921 – 9. März 1923)
2. Riigikogu, gewählt vom 5.–7. Mai 1923 (7. Juni 1923 – 26. März 1926)
3. Riigikogu, gewählt vom 15.–17. Mai 1926 (22. Juni 1926 – 26. März 1929)
4. Riigikogu, gewählt vom 11.–13. Mai 1929 (2. Juni 1929 – 24. März 1932)
5. Riigikogu, gewählt vom 21.–23. Mai 1932 (20. Juni 1932 – de facto 2. Oktober 1934; de jure 31. Dezember 1937)

Nachdem die Verfassung und das Parlament dem estnischen Staats- und Regierungschef Konstantin Päts während des Staatsstreiches vom 12. März 1934 für 6 Monate autoritäre Kompetenzen zugebilligt hatte, unterbrach der Riigikogu zunächst für diese Zeit seine Arbeit. Am 2. Oktober 1934 trat er zu einer außerordentlichen Sitzung zusammen und verweigerte die Verlängerung des Ausnahmezustandes. Daraufhin wurde das Parlament auf unbestimmte Zeit vertagt und die politischen Parteien mit einem Betätigungsverbot belegt.
Am 31. Dezember 1937 um Mitternacht endete de jure durch den Erlass Nr. 290 von Konstantin Päts die fünfte Legislaturperiode des Riigikogu und die Mandatszeit der 1932 gewählten Abgeordneten. Am 1. Januar 1938 trat die neue estnische Verfassung in Kraft.

## Parlamentspräsidenten
| Legislaturperiode | Name            | Amtszeit                | Partei                                                     |
| ----------------- | --------------- | ----------------------- | ---------------------------------------------------------- |
| I                 | Otto Strandman  | 04.01.1921 – 18.11.1921 | Eesti Tööerakond                                           |
| I                 | Juhan Kukk      | 18.11.1921 – 20.11.1922 | Eesti Tööerakond                                           |
| I                 | Konstantin Päts | 20.11.1922 – 07.06.1923 | Põllumeeste Kogud                                          |
| II                | Jaan Tõnisson   | 07.06.1923 – 27.05.1925 | Eesti Rahvaerakond                                         |
| II                | August Rei      | 09.06.1925 – 22.06.1926 | Eesti Sotsialistlik Tööliste Partei                        |
| III und IV        | Karl Einbund    | 22.06.1926 – 19.07.1932 | Põllumeeste Kogud                                          |
| V                 | Jaan Tõnisson   | 19.07.1932 – 18.05.1933 | Rahvuslik Keskerakond                                      |
| V                 | Karl Einbund    | 18.05.1933 – 28.09.1934 | Põllumeeste Kogud                                          |
| V                 | Rudolf Penno    | 28.09.1934 – 31.12.1937 | Asunikkude, Väikepõllupidajate ja Riigirentnikkude Koondis |